# Gilles Samyn
Gilles Samyn est un homme d'affaires, né le 2 janvier 1950, ayant la double nationalité belge et française.
Ingénieur commercial de la Solvay Business School, il est le CEO de la Compagnie nationale à portefeuille et est administrateur dans plusieurs entreprises pour le groupe d'Albert Frère dont Pargesa, Groupe Bruxelles Lambert, M6, etc.
Il est aussi le président de l'association Solvay Alumni.